# ポノス (企業)
ポノス株式会社（PONOS Corporation）とは、主にコンピュータゲームの開発・製造・販売を行う日本の企業。

## 概要
1990年12月に起業した企業で、コンピュータゲーム開発を中心に操業している。会社スローガンは「GO FAR BEYOND(斜め上を、行け)」。
2012年11月15日、iOS、Android向けに配信したタワーディフェンスゲーム、『にゃんこ大戦争』を配信。2025年2月時点で１億
ダウンロードを突破している。
また、2018年から2020年にかけて社名と同名のeスポーツチームを運営。モバイルゲーム『クラッシュ・ロワイヤル』で活動し、2020年の世界大会では3位に入る活躍を見せた。2021年5月にはKADOKAWA Game Linkage運営のeスポーツチーム『FAV gaming』とスポンサー契約を締結。それに先駆けて、同社チーム所属の一部選手が『FAV gaming』に移籍している。

## 沿革
(この節の出典)
- 1990年12月 - 画像処理技術会社として、大阪市に起業。
- 1994年2月 - 任天堂とSFC開発ライセンス契約締結。
- 1995年9月 - ソニー・コンピュータエンタテインメントとPlayStation開発ライセンス契約締結。
- 1999年2月 - PlayStationゲームソフト、「マービーベィビーストーリー」発売。
- 2000年11月 - PlayStationゲームソフト、「ディオラムス」発売。
- 2001年11月 - NTTドコモとコンテンツ配信契約締結。
- 2002年1月 - iモードコンテンツサービス「対戦バカー台」提供開始。
- 2007年3月 - 本社を京都市下京区に移転。
- 2009年3月 - Yahoo!ケータイコンテンツサービス「ブラボー堂」配信。
- 2010年10月 - Androidアプリケーション配信開始。
- 2011年9月 - Ezwebコンテンツサービスサービス「惑星ポノス」配信。
- 2012年6月 - docomoSPモードコンテンツサービス、「対戦☆バカー台」配信。
- 2012年11月 - iOS、Android向けアプリケーション、「にゃんこ大戦争」配信。
- 2015年10月 - 江戸オフィスを東京都渋谷区に設置。
- 2019年10月 - iOS、Android向けアプリケーション、「にゃんこ大泥棒」配信。

## 拠点
- 京オフィス(本社) - 京都市下京区売東町12-1 日土地京都四条通ビル[1]
- 京オフィス別邸 -  京都市中京区指物町328 増井ビル[1]
- 江戸オフィス - 東京都渋谷区恵比寿南1丁目7-8 恵比寿サウスワン[1]

## モータースポーツ事業
2023年より同社が運営している、レーシングチーム。

## スポンサー活動
2021年、前述のeスポーツチーム『FAV gaming』、フォーミュラ1（F1）チーム『ウィリアムズ・レーシング』と日本のレーシングチーム『ROOKIE Racing』のスポンサーを務めた。
また2015年には『日本レースクイーン大賞』の初代冠スポンサーを務め、受賞者の中からPONOS賞も選定された。
2022年9月27日、F1チームのレッドブル・レーシングと、F1第18戦「日本グランプリ」におけるパートナーシップを締結した。
2023年には、SUPER GTにて2台体制を敷くGAINERの1台で、メインスポンサーを務めた。
2024年からはスーパーフォーミュラに参戦するNAKAJIMA RACINGのメインスポンサーを務める。

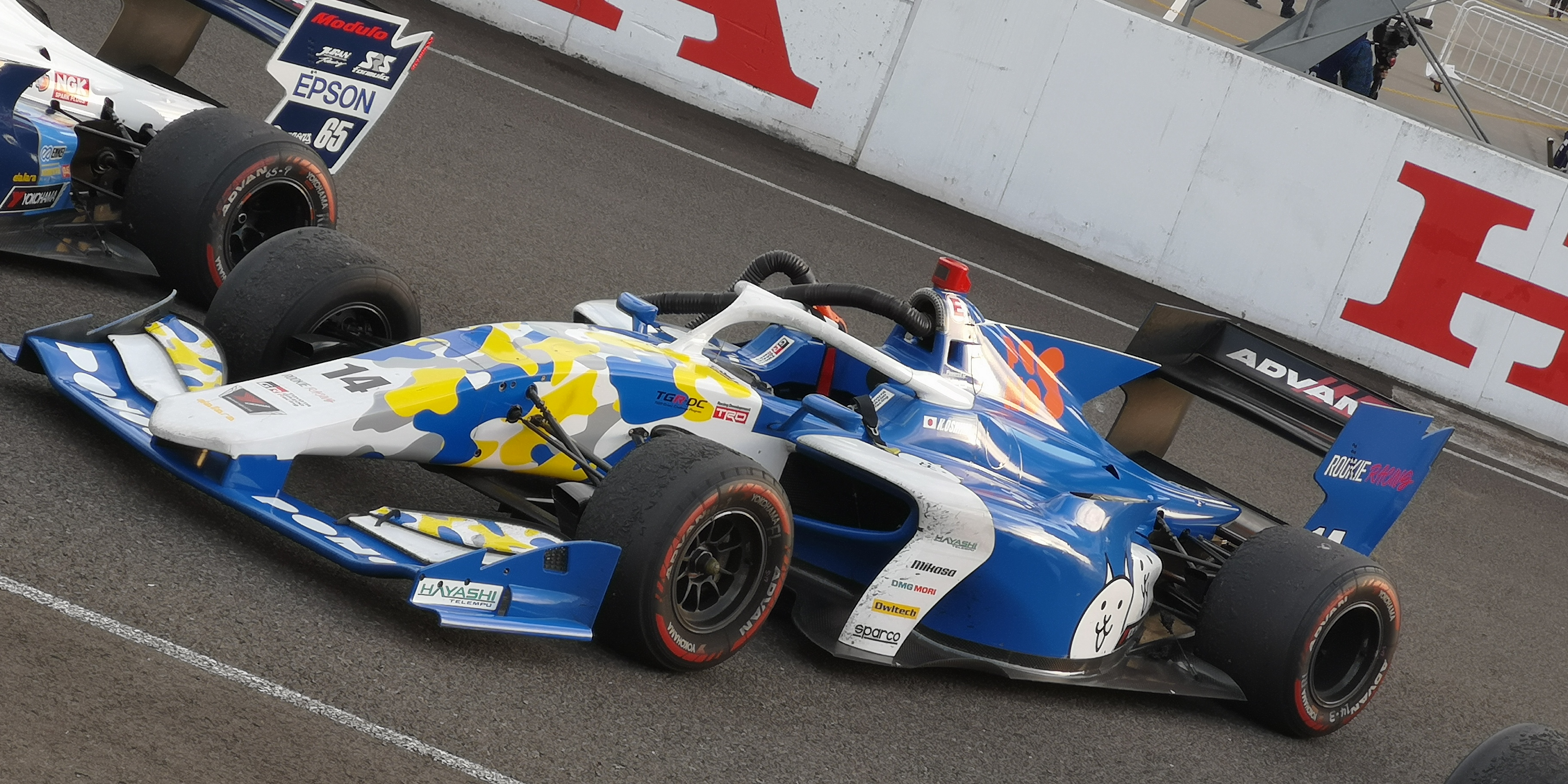
ROOKIE Racing スーパーフォーミュラ2020年参戦車両。にゃんこ大戦争のキャラクターが描かれている。
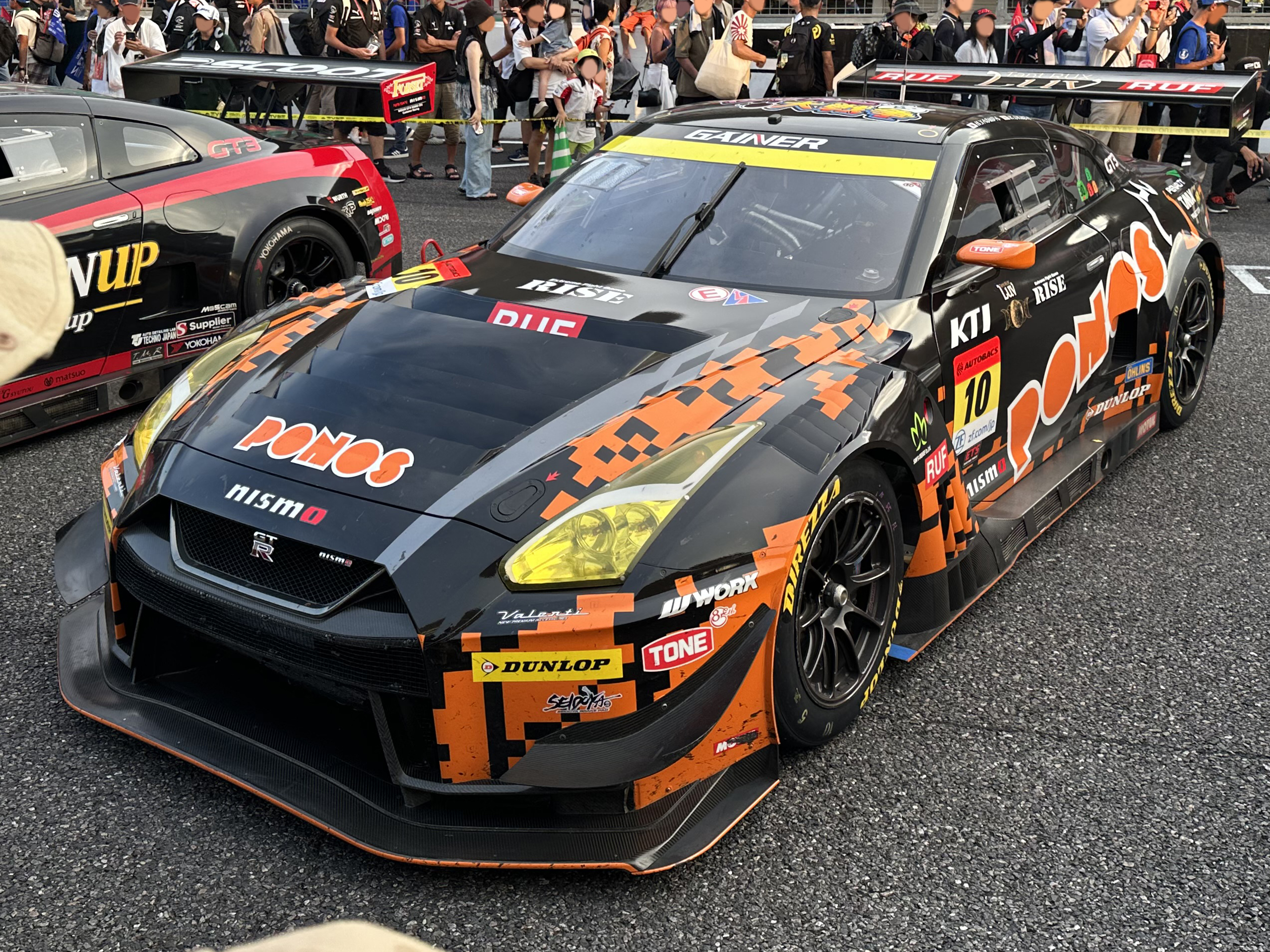
2023年のSUPER GT参戦車両。